# A Pleasure, Comrades!
A Pleasure, Comrades!, Originaltitel Prazer, Camaradas!, ist eine halbdokumentarische nachdenklich-heitere Filmkomödie des portugiesischen Regisseurs José Filipe Costa aus dem Jahr 2019.

## Handlung
Im Zuge der Landreformen und gesellschaftlichen Umwälzungen nach der Nelkenrevolution vom 25. April 1974 kommen die drei jungen Leute Eduarda, João und Mick aus dem nördlicheren Europa im Jahr 1975 nach Portugal, um in den auf bisherigem Großgrundbesitz neu entstehenden Agrargenossenschaften mitzuarbeiten. Sie hüten Schafe und Schweine, verrichten Arbeiten auf dem Hof, feiern aber auch mit den neuen Genossen, sehen sich gemeinsam Aufklärungsfilme an, kommen sich näher, diskutieren und teilen Geheimnisse.
Über vier Jahrzehnte später spielen die Beteiligten ihre Erlebnisse nach, an den damaligen Originalschauplätzen im heutigen Portugal. Sie spüren dabei dem damaligen Geist nach und lassen ihre Erinnerungen wieder aufleben.

## Produktion
A Pleasure, Comrades! wurde von der Filmproduktionsgesellschaft Uma Pedra no Sapato produziert, mit finanzieller Unterstützung der portugiesischen Filmförderungsanstalt Instituto do Cinema e do Audiovisual (ICA) und des öffentlich-rechtlichen Fernsehsenders RTP, unter Mithilfe des Filminstituts der Cinemateca Portuguesa.
Als Musik finden eine Reihe Lieder von José Afonso, José Mário Branco und anderen Verwendung, zudem ist Die Internationale und der 1. Satz: Adagio – Vivace aus der 85. Sinfonie von Joseph Haydn zu hören. José Mário Branco steuerte auch die Filmmusik bei, dies war seine letzte Arbeit für das Kino vor seinem Tod.

## Rezeption
Der Film feierte seine Premiere am 10. August 2019 beim Locarno Film Festival, wo er außerhalb des Wettbewerbs lief. Er trat danach auf einer Reihe weiterer internationaler Filmfestivals an, darunter das BFI London Film Festival 2019, das Doclisboa 2019, die Mostra Internacional de Cinema de São Paulo 2020, das FIPADOC in Biarritz 2020, das HotDocs in Toronto 2020 und das Taiwan International Ethnographic Film Festival 2021.
Er war dabei für verschiedene Preise nominiert, darunter für den Grierson-Dokumentarfilmpreis beim BIF London, für den Preis als bester Film bei den jährlichen Preisen der Sociedade Portuguesa de Autores, und für den Filmpreis Prémios Sophia in der Kategorie bester langer Dokumentarfilm. Bei den Caminhos do Cinema Português wurde er als bestes Drehbuch ausgezeichnet.
Seinen Kinostart hatte er in Portugal am 20. Mai 2021, wo er in nur sieben Kinos lief und dort 3.266 zahlende Zuschauer zählte. Er erschien danach als DVD-Video bei Uma Pedra no Sapato. In Deutschland kam der Film am 9. Dezember 2021 im Verleih von Wolf Kino in die Kinos.